# 冰蹴球
冰蹴球是中華人民共和國北京市當地的一種体育冰雪项目，始於清朝康熙年間。冰蹴球規則類似於冰壶，並且可以用腳踢。。2018年8月和2019年年初，第十届北京市民族传统体育运动会和北京市第一届冬季运动会將冰蹴球列为比赛项目。